# Gonzalo Martner García
Gonzalo Martner García (Santiago, marzo de 1928-17 de septiembre de 2002) fue un economista y político chileno. Ejerció como director de la Oficina de Planificación Nacional (ODEPLAN) durante el gobierno del presidente socialista Salvador Allende, entre 1970 y 1973.

## Biografía
Nació en 1928, pero ese mismo año su familia se trasladó a Ginebra, debido al exilio de su padre, el economista Daniel Martner, quien hasta ese momento se desempeñaba como rector de la Universidad de Chile. A su regreso a Chile estudió en el Colegio Alemán de Santiago y en el Instituto Nacional. Posteriormente estudió en la Universidad de Chile, donde se tituló de abogado en 1955 y de ingeniero comercial en 1959. Realizó estudios de posgrado en Washington D. C. (Estados Unidos) y en la CEPAL, en Santiago.
Trabajó como economista en el Ministerio de Hacienda y en instituciones internacionales como el Instituto Latinoamericano de Planificación Económica y Social (ILPES), la Conferencia de las Naciones Unidas sobre Comercio y Desarrollo (UNCTAD), DIESA y el Instituto de las Naciones Unidas para la Formación y la Investigación (UNITAR). El 3 de noviembre de 1970 fue designado ministro director de la Oficina de Planificación Nacional (ODEPLAN) por el presidente Salvador Allende, y estuvo en el cargo durante todo el gobierno de la Unidad Popular. Tras el golpe de Estado del 11 de septiembre de 1973 debió vivir en el exilio durante doce años.
Se casó con Alma Fanta y tuvo tres hijos, uno de ellos el también economista y político Gonzalo Martner Fanta.

## Obra
- El gobierno del presidente Salvador Allende 1970-1973 (1988)